# Dividendenaristokrat
Als Dividendenaristokrat wird landläufig ein Unternehmen bezeichnet, das die Dividende über mindestens 25 Jahre hinweg kontinuierlich erhöht hat. Diese Kerndefinition liegt etwa dem Index S&P 500 Dividend Aristocrats zugrunde. Allerdings gibt es auch abweichende Definitionen. So braucht es beispielsweise laut S&P selbst für japanische Unternehmen „nur“ 10 Jahre kontinuierlicher Dividendensteigerung, um in den S&P/JPX Dividend Aristocrats Index aufgenommen zu werden.

## Vorkommen
Die mit Abstand meisten Dividendenaristokraten stammen aus den USA, wo eine zuverlässige Dividendenzahlung im Rahmen der Altersvorsorge mit Aktien, auch über staatliche Förderung wie die 401(k)-Pläne, einen hohen Stellenwert einnimmt. Es finden sich jedoch auch Dividendenaristokraten im Sinne einer kontinuierlichen Erhöhung der Dividende über 25 Jahre außerhalb der USA in Kanada und Europa.

## Dividendenaristokrat als Qualitätsmerkmal
Die Steigerung der Dividende über 25 Jahre hinweg gilt insbesondere für langfristig orientierte Anleger als Qualitätsmerkmal. Allerdings tendieren Dividendenaristokraten zwecks Erhalts des Titels dazu, auch in schlechten Zeiten weiterhin, und sei es nur marginal, die Dividende zu erhöhen. Dies hat zur Folge, dass regelmäßig Dividendenaristokraten mit Ausschüttungsquoten von über 100 % anzutreffen sind. Ebenso kann der Status des Dividendenaristokraten verloren gehen.